# Йонянхо
Йонянхо (кор. 영양, 嬰陽, Yeong-yang, Yŏng-yang; пом. 618) — корейський ван, двадцять шостий правитель держави Когурьо періоду Трьох держав. Вів успішні війни проти китайської імперії Суй та держави Сілла. В китайських джерелах відомий як Гао-юань.

## Життєпис
Походив з Пхеньянської лінії правлячої династії. Старший син Пхьонвона. Дата народження невідома, отримав при цьому ім'я Тевон (대원). 565 року стає спадкоємцем трону, змінивши ім'я на Ковон (고원).
590 року після смерті батька успадкував трон. На цей час Когурьо фактично розірвала відносини з імперією Суй. Відповідно до плану батька Йонянхо планував перейти річку Ляохе й атакував китайські землі. Але невдовзі після початку походу на південні кордони держави напала Сілла, союзник Китаю. Неподалік від Чангану вдалося відбити напад.
На деякий час усі сторони зайнялися приготуванням до майбутньої війни. За цих обставин Йонянхо уклав союзи з племенами киданів й мохе проти Суй. Також намагався організувати коаліцію з Пекче і Японією проти Сілли.
598 року суйська армія атакувала кордони Когурьо. Йонянхо наказав відступити на перед тим обладнані укріплення неподалік від річки Ляохе. Ворог мав 300 тис. вояків. Втім не зміг прорвати ешелоновану оборону. До цього додалася погана погода та негода, зокрема китайці не змогли задіяти свій флот. Наступного року суйський імператор Вен-ді відхилив пропозицію Пекче атакувати Когурьо. У відповідь 599 року Йонянхо сплюндрував частину Пекче.
600 року наказав збільшити військові загони для продовження війни. У 603 році війська Когурьо атакували Сіллу, але зазнали поразки біля фортеці Бакхансан. 605 року новий суйський імператор Ян-ді вимагав визнання своєї зверхності над Когурьо. Але Йонянхо відповів відмовою. Натомість у 607 році останній уклав антикитайський союз з Ямі-каганом, правителем Східнотюркського каганату. Того ж року напав на Пекче, завдавши тій поразки. Втім не розширив володіння Когурьо. 608 року здійснив успішний похід проти Сілли, розширивши кордон до північної течії річки Хан.
611 року почалася нова війна з імперією Суй, війська якої 612 року атакували когурьоські володіння. Йонянхо наказав відступити до річки Амнок. Невдовзі в битві на річці Сальсу армія Когурьо завдала нищівної поразки загарбникам. Флот Суй, що намагався висадитися в районі Чангану потрапив у засідку когурьоських загонів й зазнав також поразки. Але Ляодун опинився під владою Суй. У 613 і 614 роках суйська армія вдиралася до Когурьо, але в битвах біля Чангану зазнавала поразок.
Намагаючись розвити успіх спільно з Пекче атакував Сіллу, але відвоювати Сеульську провінцію не зміг. У 617 році невдоволене китайське населення й знать повалили суйського імператора Ян-ді, що призвело до завершення війни. Було укладено мирний договір з Суй, яка визнала незалежність Когурьо та права останньої на увесь Корейський півострів. 618 року помер Йонянхо. Трон успадкував його зведений брат Йонню.

## Підтримка наук
Наказав скласти новий текст історії «Сінчіп» (신집, 新集), але жодного фрагменту його не збереглося.